# لب لباب مثنوی
لب لباب مثنوی کتابی‌ست از حسین واعظ کاشفی که برگرفته از مثنوی معنوی مولاناست.

## نویسنده
کمال الدین حسین بن علی بیهقی معروف به واعظ کاشفی (متولد ۸۴۰ ه‍.ق در سبزوار) از دانشمندان و نویسندگان و سرایندگان نیمه دوم سده نهم ایران بود.
کاشفی دانشمند بسیار پرکاری بود و کتاب‌های بسیاری در فنون مختلف اخلاق و تاریخ و تفسیر و حدیث و سلوک و تصوف و نجوم و ریاضیات و فقه به زبان تازی و پارسی نوشت و در نظم و نثر زبان فارسی زبردست بوده و در شعر فارسی کاشفی تخلص می‌کرده است. مثنوی هرچند که شرح‌ها، منتخبات و خلاصه‌های زیادی در گذر قرن‌ها دیده است، ولی آنچه که مولانا ملا حسین واعظ در سده نهم انجام داده بدیع و بی بدیل است. و به همین دلیل از آن روزگار تا کنون همچنان مورد اهتمام مثنوی دوستان بوده و همواره در کنار مثنوی قرار داشته است.

## شیوه تلخیص
لب لباب مثنوی گزیده گزیده مثنوی حضرت مولانای بلخی است که ملاحسین کاشفی در طی دو فرایند گزیده‌نویسی آن را فراهم آورده است. در این فرایند او مثنوی را به نزدیک به پانصد موضوع تقسیم کرده و شعرهای مربوط به هر موضوع را زیر آن قرار داده است.

## دربارهٔ کتاب
این کتاب خلاصه مثنوی مولوی است. بنا بر قول نویسنده مشتمل بر سه عین به شرح زیر است:
- عین اول: در بیان جوامع اطوار شریعت است در شش نهر
- عین ثانی: در بیان دقایق اسرار طریقت است در شش نهر
- عین ثالث: در بیان لوامع انوار حقیقت است در سه نهر

## نسخه‌های خطی
نسخه ای از این کتاب در کتابخانه انجمن آثار و مفاخر فرهنگی موجود است.